# Полски Трмбеш
Полски Трмбеш (буг. Полски Тръмбеш) град је у Републици Бугарској, у северном делу земље, седиште истоимене општине Полски Трмбеш у оквиру Великотрновске области.

## Географија
Положај: Полски Трмбеш се налази у северном делу Бугарске. Од престонице Софије град је удаљен 255 km североисточно, а од средишта области, Великог Трнова, град је удаљен 40 km северно.
Рељеф: Област Полског Трмбеша се налази у јужном ободу Влашке низије. Град се сместио у равничарском подручју, на приближно 45 m надморске висине.
Клима: Клима у Полском Трмбешу је континентална.
Воде: Поред Полског Трмбеша протиче река Јантра. Око града има и више мањих водотока.

## Историја
Област Полског Трмбеша је првобитно било насељено Трачанима, а после њих овом облашћу владају стари Рим и Византија. Јужни Словени ово подручје насељавају у 7. веку. Од 9. века до 1373. године област је била у саставу средњовековне Бугарске.
Крајем 14. века област Полског Трмбеша је пала под власт Османлија, који владају облашћу 5 векова.
Године 1878. град је постао део савремене бугарске државе. Насеље постоје убрзо средиште окупљања за села у околини, са више јавних установа и трговиштем. Насеље је проглашено градом 1964. године.

## Становништво
| 1965. | 1975. | 1985. | 1992. | 2001. |
| ----- | ----- | ----- | ----- | ----- |
| 4,702 | 6,636 | 6,806 | 5,471 | 5,199 |

По проценама из 2010. године Полски Трмбеш је имао око 4.800 становника. Огромна већина градског становништва су етнички Бугари. Остатак су махом Роми. Последњих деценија град губи становништво због удаљености од главних токова развоја у земљи.
Претежан вероисповест месног становништва је православна.